# ملعب كيالاول
ملعب كيالأول هو ملعب متعدد الاستخدام يقع في مدينة بياترا نيامتس الرومانية. غالبا ما يتم استخدامه لمباريات كرة القدم. يسع الملعب لجلوس 18 ألف متفرج. يعتبر الملعب الرسمي الذي يخوض فيه نادي بياترا نيامتس مبارياته. تم افتتاح الملعب في سنة 1919.